# 995
995 (CMXCV) je bilo navadno leto, ki se je po julijanskem koledarju začelo na torek.

## Dogodki
- 1. januar

## Rojstva
- Otto III., švabski vojvoda, markiz Nordgaua († 1057)
- Herman III. Konradin, švabski vojvoda († 1012)
- Haakon Eiriksson, norveški kralj († 1029)
- Olaf II., norveški kralj († 1030)
- papež Nikolaj II. († 1061)